# Supercopa da Alemanha de 2017
A Supercopa da Alemanha de 2017 ou DFL-Supercup foi a 24ª edição do torneio, disputada em partida única entre o campeão  da Bundesliga de 2016–17 (Bayern de Munique) e o da Copa da Alemanha de 2016–17 (Borussia Dortmund).

## Participantes
| Equipe            | Classificação                                  |
| ----------------- | ---------------------------------------------- |
| Bayern de Munique | Campeão Bundesliga de 2016–17                  |
| Borussia Dortmund | Campeão Copa da Alemanha de Futebol de 2016–17 |

## Detalhes da partida
Partida única
| 05 de agosto de 2017 | Bayern de Munique | 2 – 2 | Borussia Dortmund | Signal Iduna Park, Dortmund |
|                      |                   |       |                   |                             |

| Bayern | B. Dortmund |

## Campeão
| Campeão da Supercopa da Alemanha de 2017 |
| ---------------------------------------- |
| Bayern de Munique 6º titulo              |